# 下加拿大叛乱

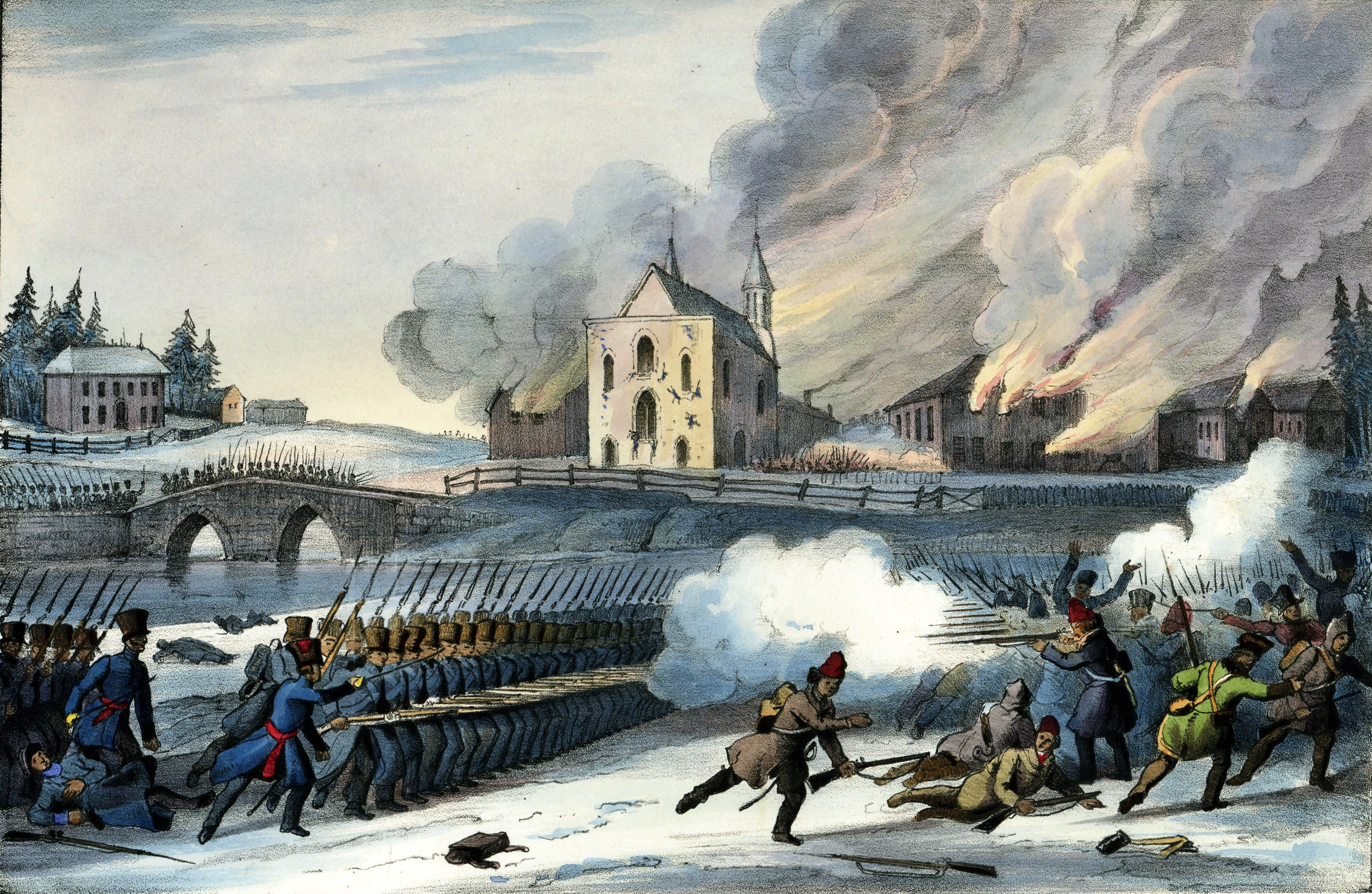
下加拿大叛乱中的圣厄斯塔什战役

下加拿大叛乱（法語：rébellion du Bas-Canada），在法语中通常被称为爱国者叛乱（Rébellion des patriotes），是指1837年—1838年，下加拿大（今魁北克省南部）叛军与殖民政府之间爆发的武装冲突。这场叛乱与邻近殖民地上加拿大（今安大略省南部）同期爆发的“上加拿大叛亂”合称“1837年—1838年叛乱”。叛乱期间，叛军建立下加拿大共和国。
叛乱的结果是原本的下加拿大和上加拿大合并为加拿大省。